# Statek wiślany
Statki wiślane o napędzie mechanicznym – statki z napędem mechanicznym pływające po Wiśle w XIX i XX wieku.

## Historia
Pierwszy statek wiślany z napędem mechanicznym, nazwany paropływem, był „Victory”, który został sprowadzony do Warszawy z Anglii przez spółkę Wolicki–Berksohn w roku 1828. Statek posiadał jednak zbyt duże zanurzenie i grzązł na mieliznach i szybko został sprzedany. W 1845 podróż statkiem z Warszawy do Gdańska trwała 48 godzin. W latach 70. XIX wieku po upadku Spółki Żeglugi Parowej hrabiego Andrzeja Zamoyskiego działała Żegluga Parowa Maurycego Fajansa.
Do roku 1863 żegluga wiślana rozwijała się prężnie i powstawały wciąż nowe jednostki – w tym czasie swój rozkwit miała stocznia w Porcie Czerniakowskim, gdzie w ciągu 13 lat powstało 15 statków. Budowa Kolei Nadwiślańskiej spowodowała spadek przewozu towarów i przebranżowienie przewoźników na rejsy pasażerskie. Rosnąca konkurencja powodowała nie tylko obniżkę cen biletów, ale także była przyczyną wypadków na wodzie.
Na początku XX wieku żegluga wiślana mogła przewieźć 3–4 tys. pasażerów na godzinę, a wśród statków największą jednostką był „Pan Tadeusz” o długości prawie 60 m. Wydarzenia I i II wojny światowej dodatkowo wyniszczyły rzeczny tabor. Po wojnie podniesiono i uruchomiono 20 bocznokołowców. W 1960 roku w rejonie Warszawy pływało ich 13, 3 inne w pozostałych częściach rzeki. W latach 1958–1977 jednakże Polski Rejestr Statków, dążąc do wyeliminowania bocznokołowych parowców, uważanych za przestarzałe, zaprzestał przedłużać świadectwo klasy statkom o nitowanych kadłubach, co doprowadziło do kasacji większości z nich. Ostatnie dwa parowe bocznokołowce wiślane „Traugutt” i „Gen. Świerczewski” wycofano z eksploatacji w 1977 roku. „Bałtyk” został odholowany do Ryni w 1985, po zimie 1990 osiadł na dnie i po roku 2000 został pocięty na złom. Natomiast zatopiony wrak „Gen. Świerczewskiego” spoczywa w Zalewie Zegrzyńskim przy nabrzeżu jacht klubu w Jadwisinie.
Obecnie po Wiśle pływają statki w krótkich rejsach widokowych w poszczególnych miastach, np. „Wanda” w Toruniu i „Kazimierz Wielki” w Kazimierzu.

## Wykaz statków

### W latach 1828–1847 w rejonie Warszawy
Armator: Wolicki
- Victory (1828)
- Książę Xawery (statek 1830)

Armator: Steinkeller
- nn (statek 1840)
- nn (statek 1842)

### W latach 1847–1871

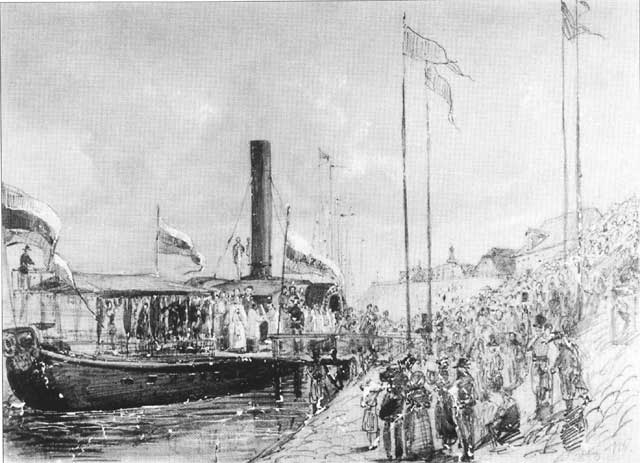
Chrzest statku Włocławek na rysunku Wojciecha Gersona

Wisła środkowa (Królestwo Kongresowe)

Armator: E. Gulbert, później Spółka Żeglugi Parowej Andrzeja Zamoyskiego
- Książę Warszawski
- Wisła

Armator: Spółka Żeglugi Parowej
- Andrzej (1857), Gdańsk (1857), Kazimierz (1851), Kazimierz (1856), Kopernik (1849), Kraków (1850), Książę Warszawski (1847), Narew (1856), Niemen (1856), Pilica (1856), Praga (1850), Płock (1852), Sandomierz (1851), Stefan Batory (1905), Warszawa (1858), Włocławek (1852)

Wisła dolna (zabór pruski)

Armator: Juliusz Rosenthal – Bydgoszcz
- Toruń (1856)
- Kurier (1857)
- Matador (1857)
- Wisła (1857)

### W latach 1871–1918
Armator: Maurycy Fajans
- Sandomierz (1851), Płock (1852), Warszawa (1873), Maurycy (1879), Konstanty (1879), Kopernik ( 1881), Kurier (1885), Inżynier (1886), Henryk (1887), Sandomierz (1871), Sokrates (1891), Andrzej (1892), Wisła (1892)

Armator: F-ma Fajans
- Wisła (1897), Warszawa (1899), Płock (1900), Konstanty (1902), Robert (1902), Hamburg (1902), Kraków (1903), Kujawiak (1903), Praga (1903), Mars (1903), Warszawa (1904), Wawel (1904), Warneńczyk (1904), Kopernik (1910), Ekspres (1910), Kopernik (1910), Pan Tadeusz (1911), Kolos (1911), Wilanów (1911), Hetman (1912), Stanisław (1914), Belgia (1914)

Armator: Bumcke & Co
- Victor (1871)

Armator: E. Zbrzeziński
- Bronisława (1879)

Armator: N. Dobrowolski
- Zefir (1879)

Armator: J. Makowski
- Fortuna (1879)

Armator: M. Alpin, W. Szwiedow
- Nowogeorgiewsk (1881)

Armator: J. Ciechnowski
- Włocławek (statek 1881), Kujawiak (statek 1883), Ciechocinek (statek 1883), Przyjaciel Publiki (statek 1892)

Armator: Zarząd Cukrowni Leonów
- Leonów (statek 1882)
- Neptun (statek 1885)
- Tryton (statek 1885)

Armator: S. Górnicki
- Mazur (statek 1885)
- Krakus (statek 1886)
- Polka (statek 1888)
- Sokół (statek 1892)

Armator: I. Selenow, J. Siemionowicz, I. Trefiłow
- Kurier (statek 1885)

Armator: A. Wochartz i Jaworski ?
- Radziwiak (statek 1885)
- Syrena (statek 1886)

Armator: A. Wochartz & Co
- Konkurent (statek 1887)

Armator: M. Tabacznik, Gostyński & Co
- Nowa Praga (statek 1887)

Armator: C. Rogozik & Co
- Wanda (statek 1889)

Armator: C. Rogozik
- Herold (statek 1897)
- Goniec (statek 1903)
- Sport (statek 1909)

Armator: M. Lewtow & Co
- Polonez (statek 1890)
- Nowa Aleksandria (statek 1890)

Armator: Neufeld
- Inżunier (statek 1892)

Armator: L. Stern & Co
- Gwiazda (statek 1892)

Armator: L. Stern, M. Tabacznik
- Mars (statek 1898)

Armator: M. Gold & Co
- Przywiślanin (statek 1894)
- Wenus (statek 1894)

Armator: Friedman & Co
- Płocczanin (statek 1894)

Armator: Merkury
- Merkury (statek 1895)

Armator: J. Górnicki & Co
- Kurier (statek 1897)
- Krakus (statek 1898)

Armator: Kamarow & Co
- Bistryj (statek 1898)

Armator: Inż. Albrecht
- Piast (statek 1902), Goplana (statek 1902)

Armator: J.Zamojski
- Sariusz (statek 1903)

Armator: P. Horodliczko
- Delfin (statek 1903)
- Zofia (statek 1903)

Armator: A. Drozdowski
- Czersk (statek 1903)
- Perkun (statek 1903)
- Syrena (statek 1903)

Armator: Klaniewski
- Santomir (statek 1909)

Armator: nieznany
- Nadwiślanin (statek 1895), Warta (statek 1905), Grunwald (statek 1907), Racławice (statek 1907), Radom (statek 1910), Kopernik (statek 1909), Melsztyn (statek 1909), Wanda (statek 1912), Tyniec (statek 1909)

Statki inspekcyjne zbudowane do I wojny światowej:
- Prypeć (statek 1876), Niemen (statek 1876), Dniepr (statek 1876), Wisła (statek 1876), Kulm (statek 1882), Warszawa (statek 1886), Praga (statek 1897), Narew (statek 1903), Nowa Aleksandria (statek 1903), Pilica (statek 1903), Nowo Iwanogród (statek 1905), San (statek 1905), Sandomierz (statek 1905), Warszawa (statek 1905), Bug (statek 1905), Dunajec (statek 1905), Kraków (statek 1905), Krystyna (statek 1905), Wawel (statek 1905).

### W latach 1918–1939
Armator: C. Rogozik – Płock
- Herold (statek 1921)
- Goniec (statek 1926)

Armator: Zjednoczone Warszawskie towarzystwo Transportu i Żeglugi Polskiej S.A.
- Polska (statek 1925)
- Francja (statek 1925)
- Belgia (statek 1914)
- Stanisław (statek 1914)
- Warneńczyk (statek 1904)

Armator: Polska Żegluga Rzeczna „Vistula” – Warszawa
- Bałtyk (statek 1927)
- Atlantic (statek) – od 1927 r.
- Belweder (statek 1914) – od 1927 r.
- Grunwald (statek 1907) – od 1927 r.
- Jagieło (statek) – od 1927 r.
- Kościuszko (statek 1892) – od 1927 r.
- Belgia
- Pomian

Armator: Szkoła Morska – Tczew
- Kopernik (statek szkolny)

Armator:  ?
- Stefan Batory (1920)
- Mickiewicz (bocznokołowiec rzeczny)